# Circle line
Circle line er en London Underground-rute i en spiralform, der kører fra Hammersmith til Edgware Road og derefter i et loop en gang rundt om det centrale London og tilbage til Edgware Road. Jernbanen er under terræn på den centrale strækning og i loopet øst for Paddingdon og, modsat Londons dybtliggende tube-baner, er jernbanetunnellerne beliggende lige under overfladen og er af en størrelse svarende til de britiske fjernbaner. Banen er farvet gul på netværkskortet og de 27 km betjener 36 stationer, inklusive hovedparten af Londons fjerntogsterminaler. Størstedelen af ruten og alle stationerne deles med District, Hammersmith & City og/eller Metropolitan lines. Circle line og Hammersmith & City line har til sammen over 114 million rejsende hvert år. 21 af de 36 stationer er under jorden.
Den første strækning åbnede i 1863, da Metropolitan Railway åbnede verdens første undergrundsbane mellem Paddington og Farringdon med trævogne og damplokomotiver. Samme år anbefalede en rapport fra en undersøgelseskomité en "indre cirkel" af jernbaner for at forbinde Londons jernbaneterminaler, og Metropolitan District Railway (almindeligt kendt som District Railway) blev dannet det næste år for at bygge den sydlige del af banen. Grundet en konflikt mellem de to selskaber blev den indre cirkel først fuldendt i oktober 1884. Banen blev elektrificeret i 1905, og i juli 1933 blev de to selskabet sammenlagt, da London Passenger Transport Board blev dannet. I 1949 blev Circle line vist på et London Underground-kort for første gang. I december 2009 blev den cirkulære rute rundt om Londons centrum på nordsiden af Themsen afbrudt ved Edgware Road og forlænget mod vest, for at blive en spiral, der betjener Hammersmith.
Signalsystemet bliver opgraderet og C-materiel er for nylig blevet erstattet af det nye 7-vogns S7-materiel i et program, der var fuldendt i 2015.

## Historie

### Oprindelse
I 1863 åbnede Metropolitan Railway, verdens første undergrundsjernbane, i London mellem Paddington og Farringdon, for at forbinde Great Western Railways relativt afsides endestation på Paddington med Euston og King's Cross Stationer og City, Londons finansielle hjerte. Samme år anbefalede en rapport fra en undersøgelseskomité en "indre cirkel" af jernbaner, som skulle forbinde London-terminalerne, som var blevet bygget eller var under anlæg. Det følgende år blev Metropolitan District Railway (almindeligt kendt som District Railway) dannet for at anlægge og drive en jernbane fra South Kensington til Tower Hill. I 1868 åbnede Metropolitan Railways vestlige forlængelse fra en ny station ved Paddington til South Kensington. I maj 1870 havde District Railway åbnet sin bane fra West Brompton til Blackfriars via Gloucester Road og South Kensington, hvor driften oprindeligt blev varetaget af Metropolitan Railway. I 1871 havde District Railway anlagt en endestation på Mansion House, og den 18. november 1876 åbnede Metropolitan Railway sin endestation på Aldgate. Grundet konflikt mellem de to selskaber krævede det en parlamentarisk lov før yderligere arbejde blev udført på den indre cirkel. I 1882 forlængede Metropolitan Railway sin bane fra Aldgate til en midlertidig station ved Tower Hill, District Railway færdiggjorde sin bane til Whitechapel, og 6. oktober 1884 blev den midlertidige station erstattet med en fælles station, og den indre cirkel var fuldendt. Metropolitan Railway kørte togene i urets retning eller de "ydre" tog, og District Railway de "indre" tog mod uret.

### Andre cirkelruter
Så vel som den "indre cirkel", kørte andre ruter rundt om London, selvom ingen af disse var en fuld cirkel. Fra 1872 begyndte L&NWR en "ydre cirkel"-rute fra Broad Street til Mansion House via Willesden Junction og Earl's Court, ved omlægning af en tidligere rute, der havde kørt til Victoria, og GWR begyndte en "mellemcirkel"-rute fra Moorgate til Mansion House via Latimer Road og Earl's Court. Begge disse ruter blev forkortet til Earl's Court i hhv. 1900 for "mellemcirklen" og i 1909 for den "ydre cirkel". GWR-ruten overlevede som et shuttletog fra Hammersmith & City line til Addison Road (nu Kensington (Olympia)) indtil 1940.
Midland Railway kørte i en kort overgang en "super-ydre cirkel" fra St Pancras til Earl's Court fra 1878–1880. I dag kører London Overground tog mellem Clapham Junction, Willesden Junction og Dalston Junction og mellem Dalston Junction og Clapham Junction.

### Elektrificering
Trævogne blev oprindeligt trukket af damplokomotiver, og ved begyndelsen af det 20. århundrede havde District og Metropolitan Railways forøget konkurrence i det centrale London fra de nye elektriske underjordiske tube-baner og sporvogne. Brugen af damp under jorden medførte røgfyldte stationer og vogne, der var upopulære hos passagererne, og omdannelse til elektrisk drivkraft blev set som vejen frem.. Eksperimenter blev udført på strækningen fra Earl's Court til High Street Kensington, og et fællesejet tog med seks vogne begyndte passagerdrift i 1900. Herefter blev et vekselstrømsystem foreslået, og dette blev accepteret af begge parter. District Railway ledte efter en måde til at rejse den nødvendige kapital og fandt i 1901 en investor, amerikaneren Charles Yerkes. Han dannede Underground Electric Railways of London (UERL), og hans erfaring fra USA fik ham til at favorisere jævnstrøm med tredjeskinne-forsyning, magen det det i brug på City & South London Railway og Central London Railway. Efter voldgift fra Board of Trade blev jævnstrømssystemet vedtaget og jernbanerne begyndte elektrificeringen af ruterne, ved brug af togsætsmateriel.
The District og Metropolitan Railways købte forskellige elektriske togsæt. De havde dog begge åbne saloner, men Metropolitans havde døre i enderne og Districts B-materiel havde skydedøre i midten af hver vogn. Da indsættelse blev forsøgt den 1. juli 1905 væltede et Metropolitan-tog tredjeskinnen på District Railway. Efterfølgende blev Metropolitan-togene modificeret før de kørte igen på District-banerne og fuldstændig elektrisk betjening begyndte den 24. september. Oprindeligt var driften med 6-vogns tog, men dette blev reduceret til 4 vogne. Metropolitan-vognene blev kort efter modificeret til at indeslutte enderne og i sidste ende til at tilføje skydedøre i midten. Driften blev forøget til 5 vogne i 1918, og I 1921 indsatte Metropolitan Railway nyt materiel med tre par dobbeltskydedøre på bivogne. I 1926 overtog Metropolitan al inner circle-drift, bortset fra 3 tog på søndage.

### London Transport
Den 1. juli 1933 blev Metropolitan og Metropolitan District Railways sammenlagt med andre Underground-jernbaner, sporvejsselskaber og busoperatører for at danne London Passenger Transport Board. De elektriske togsæt fra Metropolitan Railway blev renoveret i 1934 på Acton Works for at blive 18 5-vognstog af Circle-materiel og var først malet rød og creme, dog senere malet helt rød for at reducere omkostningerne. Disse tog havde førsteklasseskupéer, men de blev nedgraderet i 1940. Fra 1947 blev disse tog erstattes af 5-vognstog af O- og P-materiel med fjernstyrede døre, opereret af togføreren, der blev frigjort ved overdragelsen af F-materiel til Uxbridge-banen. Becks netværkskort fra 1933 viste en Metropolitan line nord for High Street Kensington og Mark Lane Stationer og en District line syd for disse punkter. På 1947-kortet blev Metropolitan og District lines vist sammen i den samme farve, og to år senere, i 1949, blev Circle line betegnet separat på kortet.
I 1959-60 blev Circle line-tog forlænget til 6 vogne, samme længde som dem i drift på Hammersmith & City line, og de to baners materiel blev integreret og vedligeholdelsen samlet på Hammersmith-depotet, hvilket frigav Neasden depot til det nye A-materiel. C-materieltog af aluminium, med passagerinformationssystemer og oprindeligt umalede, erstattede disse tog fra 1970. Enmandsbetjening af togene blev foreslået i 1972, med pga. konflict med fagforbundene blev det ikke iværksat før 1984. I 2003 blev Circle lines infrastruktur delvist privatiseret i et offentligt-privat partnerskab, ledet af Metronet-konsortiet. Metronet blev sat under administration i 2007, og det regionale instans Transport for London overtog ansvarsområderne.
Den 7. juli 2005 omkring kl. 08:50 eksploderede bomber på to Circle line-tog. Det ene kørte mellem Liverpool Street og Aldgate, og det andet var ved Edgware Road. Bomberne dræbte 15 personer, inklusive de to selvmordsbombere. Efter angrebene var hele Circle line lukket indtil 8. august. En dag før alkoholforbud i Londons offentlige transportsystem trådte i kraft, blev en fest afholdt 31. maj 2008 primært på Circle line. Tusinder af personer deltog, og 17 blev arresteret af politiet for utilstedelig opførsel, hvilket sidenhen førte til at flere stationer lukkede.

### Forlængelse
Indtil 13. december 2009 kørte Circle line-tog i begge retninger rundt i en cirkel med 27 stations og 20,75 km spor. I 2006 var 14 tog i drift på banen med et interval mellem togene på 81⁄2 minutter i myldretiderne og 8 minutter udenfor myldretiderne. Den korteste køretid rundt i cirklen uden myldretiden var 511⁄2 minutter, men holdetider på stationerne forlængede dette.
I december 2009 blev Circle line forlænget til også at omfatte Hammersmith & City-ruten fra Edgware Road til Hammersmith. Frem for at fortsætte rundt i cirklen kører togene nu fra Hammersmith til Edgware Road, hvorfra de kører en omgang i cirklen for at ende på Edgware Road, hvor togene vender og returnerer ad samme rute. Jævnligt fortsætter tog også med uret rundt gennem Edgware Road til yderligere station. Ruten blev ændret for at forbedre pålideligheden og øge frekvensen på Hammersmith-grenen.
Det første litra S7-tog indgik i passagerdrift på Hammersmith & City line den 6. juli 2012 og kørte som shuttletog mellem Hammersmith og Moorgate, og kørte på Circle line første gang den 2. september 2013. Fra juni 2014 blev alle afgange kørt af S7-materiel.

## Rute

### Jernbanen
Circle line er 27 km lang med 35 stationer. Store dele af banens spor og alle banens stationer er delt med de andre London Underground sub-surface-baner: fra Hammersmith til umiddelbart før Aldgate med Hammersmith & City line, fra Baker Street til Aldgate med Metropolitan line og fra Tower Hill Station til Edgware Road Station med District line. Banen er elektrificeret med et firskinne-jævnstrømssystem, bestående af en central strømskinne med en strømtilførelse på −210 V og en skinne udenfor køreskinnerne på +420 V, hvilket giver en potentiel spændingsforskel på 630 V. Køreskinnerne er ikke elektrificeret. Store dele af den 3,9 km lange dobbeltsporede jernbane fra endestationen Hammersmith til Westbourne Park Station er på en 6 m høj murstensviadukt.
Øst for Westbourne Park passerer banen under Great Western Main Line før den igen kommer op til overfladen ved Royal Oak Station og langs fortsætter langs fjernbanens spor til en ø-perron umiddelbart nord for perronerne til forstadstog på Paddington station. Banen entrerer en cut-and-cover-tunnel for enden af perronerne og møder District line og den anden ende af Circle line fra Bayswater i Praed Street-udfletningen, før den passerer gennem Edgware Road Station i en afgravning. Efter King's Cross St. Pancras Station kommer banen ud af tunnellen, før den passerer under Ray Street Gridiron, der bærer City Widened Lines, der i øjeblikket benyttes af Thameslink-tog. Tunnel begynder igen efter Farringdon Station. Der er endeperroner på Moorgate Station.
Efter at have passeret gennem Aldgate Station slutter banen sig til District line ved Tower Hill. Denne del af banen omfatter stationer på Victoria Embankment på Themsens nordlige bred, indtil Westminster Station. Vest for Gloucester Road Station drejer banen fra District lines hovedpart for at slutte sig til District lines Edgware Road-afgrening umiddelbart før High Street Kensington Station. I Bayswater er banen i afgravning og denne skjules af en falsk facade som to fem-etagers huse på Leinster Gardens nr. 23 og 24. Togene ankommer herefter til et andet sæt perroner på Paddington Station før banen igen slutter sig til Hammersmith & City line i Praed Street-udfletningen og ender på Edgware Road Station, der har fire perroner.

## Betjening
Per december 2012 er der seks tog i timen, der standser på alle stationer, og kræver 18 tog i drift. Rejsetiden fra Edgware Road, rundt i cirklen og videre til Hammersmith tager 72 minutter udenfor myldretiden. Sammen med Hammersmith & City line foretages over 114 millioner rejser hvert år. Paddington og alle stationer i loopet ligger i zone 1, og dem på Hammersmith-banen i zone 2.
Der er ikke regulær drift til Barking. Der er dog to tog per dag, der kører fra Barking til Edgware Road via Victoria før kl. 06:00 (per februar 2015).

## Rullende materiel

### S-materiel
Driften udføres med 7-vogns-S-materiel, og ligesom 8-vognsudgaven, der nu er i drift på Metropolitan line, er disse tog en del af Bombardiers Movia-familie og har aircondition, da tunnellerne under overfladen, modsat dem på de dybereliggende tube-baner, godt kan udlede den varme luft. Disse tog har regenerative bremser, hvilket sender omkring 20 procent af energien tilbage til netværket. De har en tophastighed på 100 km/t. Et 7-vogns-S-materiel har en kapacitet på 865 passagerer, sammenlignet med de 739, der var plads til i 6-vogns-C-materiellet, de erstattede. Med en længde på 117 m, er S-materiellet 24 m længere end det 93 m lange C-materiel, så stationsperronerne skulle forlænges. Det er planlagt at forøge traktionsspændingen fra de nuværende nominelle 630 V til 750 V for at give bedre ydeevne og gøre det muligt for togene at returnere mere energi til netværket gennem de regenerative bremser.

### Depoter
Banens depot er ved Hammersmith, nær Hammersmith Station, og blev oprindeligt anlagt af Great Western Railway, og blev drevet af Metropolitan Railway, da den fælles Hammersmith & City Railway blev elektrificeret i begyndelsen af det 20. århundrede. På sidespor ved Barking, Farringdon og nær High Street Kensington (kendt som Triangle-sidesporene) overnatter togene.

## Opgraderingsprogram
Sammen med indsættelsen af 7-vogns-S-materiel, bliver sub-surface-sporene, strømforsyningen og signalsystemerne opgraderet i et program, der har til formål at øge myldretidskapaciteten på Circle og Hammersmith & City lines med 65 procent ved udgangen af 2018. Et enkelt kontrolrum for sub-surface-netværket etableres i Hammersmith, og et ATC-system vil erstatte signaludstyr tilbage fra 1940'erne. Crossrail-banen, der krydser gennem London og planlægges åbnet i 2018, forventes at reducere overbelægning på Circle line-tog mellem Paddington og Aldgate.

## Stationer
| Station                 | Billede                  | Åbnet              | Yderligere information | Beliggenhed                                   |
| ----------------------- | ------------------------ | ------------------ | --- | --------------------------------------------- |
| Hammersmith             | Hammersmith              | 13. juni 1864      | Flyttet til nuværende beliggenhed 1. december 1868. | 51°29′39″N 000°13′30″V / 51.49417°N 0.22500°V |
| Goldhawk Road           | Goldhawk Road            | 1. april 1914      | | 51°30′07″N 000°13′37″V / 51.50194°N 0.22694°V |
| Shepherd's Bush Market  | Shepherd's Bush Market   | 13. juni 1864      | Flyttet til nuværende beliggenhed 1. april 1914. Omdøbt fra "Shepherd's Bush" i 2008. | 51°30′21″N 000°13′35″V / 51.50583°N 0.22639°V |
| Wood Lane               | Wood Lane                | 1. maj 1908        | Åben som Wood Lane (Exhibition) 1908–14 og som krævet fra 1920 som Wood Lane (White City). Omdøbt White City i 1947 og lukket i 1959, indtil genåbning som Wood Lane den 12. oktober 2008.                                                                                     | 51°30′35″N 000°13′27″V / 51.50972°N 0.22417°V |
| Latimer Road            | Latimer Road             | 16. december 1868  | Lukket fra 17. januar til 1. august 2011 for spor- og renoveringsarbejder. | 51°30′50″N 000°13′02″V / 51.51389°N 0.21722°V |
| Ladbroke Grove          | Ladbroke Grove           | 13. juni 1864      | Åbnet som Notting Hill, omdøbt Notting Hill & Ladbroke Grove i 1880, Ladbroke Grove (North Kensington) i 1919, og Ladbroke Grove i 1938. | 51°31′02″N 000°12′38″V / 51.51722°N 0.21056°V |
| Westbourne Park         | Westbourne Park          | 1. februar 1866    | Flyttet til nuværende beliggenhed 1. november 1871, og var en Great Western Main Line-fjerntogsstation fra 1871 til 1992. | 51°31′16″N 000°12′04″V / 51.52111°N 0.20111°V |
| Royal Oak               | Royal Oak                | 30. oktober 1871   | Også en Great Western Main Line-station efter åbningen og indtil 1934 | 51°31′09″N 000°11′17″V / 51.51917°N 0.18806°V |
| Paddington              | Paddington               | 10. januar 1863    | Åbnet som Paddington (Bishop's Road), omdøbt i 1948. Forbindelse til Bakerloo og District lines og Paddington fjerntogsstation. | 51°31′07″N 000°10′46″V / 51.51861°N 0.17944°V |
| Edgware Road            | Edgware Road             | 10. oktober 1863   | Forbindelse til District line og Circle line mod uret. | 51°31′12″N 000°10′04″V / 51.52000°N 0.16778°V |
| Baker Street            | Baker Street             | 10. januar 1863    | Forbindelse til Bakerloo, Jubilee og Metropolitan lines. | 51°31′19″N 000°09′25″V / 51.52194°N 0.15694°V |
| Great Portland Street   | Great Portland Street    | 10. januar 1863    | Åbnet som Portland Road, omdøbt Great Portland Street i 1917. Kaldet Great Portland Street & Regent's Park 1923–33. | 51°31′26″N 000°08′38″V / 51.52389°N 0.14389°V |
| Euston Square           | Euston Square            | 10. januar 1863    | Åbnet som Gower Street og omdøbt i 1909. Forbindelse ad gaden til Euston fjerntogsstation. | 51°31′33″N 000°08′09″V / 51.52583°N 0.13583°V |
| King's Cross St Pancras | King's Cross St. Pancras | 10. januar 1863    | Åbnet som King's Cross, omdøbt King's Cross & St. Pancras i 1925 og King's Cross St. Pancras i 1933. Flyttet til nuværende beliggenhed i 1941. Forbindelse til Northern, Piccadilly og Victoria lines og St Pancras og King's Cross fjerntogsstationer.                        | 51°31′49″N 000°07′27″V / 51.53028°N 0.12417°V |
| Farringdon              | Farringdon               | 10. januar 1863    | Åbnet som Farringdon Street og flyttet til nuværende beliggenhed i 1865. Omdøbt Farringdon & High Holborn i 1922 og Farringdon i 1936. Forbindelse til Thameslink-tog. | 51°31′12″N 000°06′19″V / 51.52000°N 0.10528°V |
| Barbican                | Barbican                 | 23. december 1865  | Åbnet som Aldersgate Street, derefter Aldersgate i 1910, Aldersgate & Barbican i 1923 og Barbican i 1968. | 51°31′13″N 000°05′52″V / 51.52028°N 0.09778°V |
| Moorgate                | Moorgate                 | 23. december 1865  | Åbnet som Moorgate Street, omdøbt i 1924. Forbindelse til Northern line og fjernbanen Northern City Line | 51°31′07″N 000°05′19″V / 51.51861°N 0.08861°V |
| Liverpool Street        | Liverpool Street         | 11. juli 1875      | Fra februar til juli 1875 benyttede togene perronerne på fjerntogsstationen. Forbindelse til Central og Hammersmith & City lines og Liverpool Street fjerntogsstation. | 51°31′04″N 000°04′59″V / 51.51778°N 0.08306°V |
| Aldgate                 | Aldgate                  | 18. november 1876  | | 51°30′50″N 000°04′34″V / 51.51389°N 0.07611°V |
| Tower Hill              | Tower Hill               | 25. september 1882 | Metropolitan Railway åbnede "Tower of London", som lukkede i 1884, da District Railway havde åbnet den nærliggende "Mark Lane". Denne station blev omdøbt "Tower Hill" i 1946 og flyttet til beliggenheden af "Tower of London" Station i 1967. Forbindelse til District line. | 51°30′36″N 000°04′34″V / 51.51000°N 0.07611°V |
| Monument                | Monument                 | 6. oktober 1884    | Åbnet som Eastcheap, omdøbt The Monument i 1884. Rulletrappeforbindelse til Bank Station giver forbindelse til Central, Northern, Waterloo & City og DLR. | 51°30′47″N 000°05′17″V / 51.51306°N 0.08806°V |
| Cannon Street           | Cannon Street            | 6. oktober 1884    | Forbindelse til Cannon Street fjerntogsstation. | 51°30′37″N 000°05′27″V / 51.51028°N 0.09083°V |
| Mansion House           | Mansion House            | 3. juli 1871       | | 51°30′44″N 000°05′39″V / 51.51222°N 0.09417°V |
| Blackfriars             | Blackfriars              | 30. maj 1870       | Forbindelse til Blackfriars fjerntogsstation og Thameslink-tog. | 51°30′42″N 000°06′11″V / 51.51167°N 0.10306°V |
| Temple                  | Temple                   | 30. maj 1870       | Åbnet som The Temple. | 51°30′40″N 000°06′52″V / 51.51111°N 0.11444°V |
| Embankment              | Embankment               | 30. maj 1870       | Åbnet som Charing Cross, omdøbt Charing Cross Embankment i 1974 og til det nuværende navn fra 1976. Forbindelse til Bakerloo og Northern lines og Charing Cross fjerntogsstation                                                                                               | 51°30′25″N 000°07′19″V / 51.50694°N 0.12194°V |
| Westminster             | Westminster              | 24. december 1868  | Åbnet som Westminster Bridge, omdøbt i 1907. Forbindelse til Jubilee line | 51°30′04″N 000°07′30″V / 51.50111°N 0.12500°V |
| St James's Park         | St. James's Park         | 24. december 1868  | | 51°29′58″N 000°08′04″V / 51.49944°N 0.13444°V |
| Victoria                | Victoria                 | 24. december 1868  | Forbindelse til Victoria line og Victoria fjerntogsstation. | 51°29′48″N 000°08′41″V / 51.49667°N 0.14472°V |
| Sloane Square           | Sloane Square            | 24. december 1868  | | 51°29′33″N 000°09′24″V / 51.49250°N 0.15667°V |
| South Kensington        | South Kensington         | 24. december 1868  | Forbindelse til Piccadilly line | 51°29′39″N 000°10′26″V / 51.49417°N 0.17389°V |
| Gloucester Road         | Gloucester Road          | 1. oktober 1868    | Åbnet som Brompton (Gloucester Road), omdøbt i 1907. Forbindelse til Piccadilly og District lines. | 51°29′41″N 000°10′59″V / 51.49472°N 0.18306°V |
| High Street Kensington  | High Street Kensington   | 1. oktober 1868    | Åbnet som Kensington (High Street) og navnet trinvist ændret i 1880. Forbindelse til District line Edgware Road-gren. | 51°30′03″N 000°11′33″V / 51.50083°N 0.19250°V |
| Notting Hill Gate       | Notting Hill Gate        | 1. oktober 1868    | Forbindelse til Central line. | 51°30′32″N 000°11′49″V / 51.50889°N 0.19694°V |
| Bayswater               | Bayswater                | 1. oktober 1868    | Åbnet som Bayswater, omdøbt Bayswater (Queen's Road) & Westbourne Grove i 1923, Bayswater (Queen's Road) i 1933 og Bayswater (Queensway) i 1946, hvorefter suffikset trinvist blev droppet.                                                                                    | 51°30′43″N 000°11′17″V / 51.51194°N 0.18806°V |
| Paddington              |                          | 1. oktober 1868    | Åbnet som Paddington (Praed Street), omdøbt i 1948. Forbindelse til Bakerloo og Hammersmith & City lines og Paddington fjerntogsstation. | 51°30′56″N 000°10′32″V / 51.51556°N 0.17556°V |

Banen fortsætter til Edgware Road, hvor togene ender, før de kører tilbage i retning mod uret til Hammersmith.